# Saint-Priest-sous-Aixe
Saint-Priest-sous-Aixe är en kommun i departementet Haute-Vienne i regionen Nouvelle-Aquitaine i västra Frankrike. Kommunen ligger i kantonen Aixe-sur-Vienne som tillhör arrondissementet Limoges. År 2022 hade Saint-Priest-sous-Aixe 1 764 invånare.

## Befolkningsutveckling
Antalet invånare i kommunen Saint-Priest-sous-Aixe
| Referens: INSEE |